# Алфас дел Пи
Алфас дел Пи (шп. Alfaz del Pi) град је у Шпанији у аутономној заједници Валенсијанска Заједница у покрајини Аликанте. Према процени из 2017. у граду је живело 21 494 становника.

## Становништво
Према процени, у граду је 2017. живело 21 494 становника.
| 1970. | 1981. | 1991. | 2001.  | 2011.  | 2017.  |
| ----- | ----- | ----- | ------ | ------ | ------ |
| 2.527 | 5.040 | 6.671 | 14.980 | 21.670 | 21.494 |